# カナダ国立公園のリスト
Template:Canada provinces map
カナダの国立公園は、カナダ国立公園法に基づく保護地域としてカナダ政府が所有し、カナダの人々とその未来の世代の利益、教育やレジャーのために管理しています。 国立公園は、環境・気候変動省の管轄下の王立機関であるパークス・カナダによって管理されています。国立公園制度の目的は、国立公園制度計画に記載されている国内の特有な自然地域を代表する39箇所の土地を確保することであり、第一に土地の生態学的完全性の保護、次いで一般の人々がカナダの自然空間を探索し、学び、楽しむことができるようにすることです。 
カナダで最初の国立公園は、1885年、枢密院勅令によって、ケイヴ・アンド・ベイスン温泉が民間開発のために売却されるのを防ぐために26km2以上の土地を確保したのが始まりとなりました。1887年、アメリカの前例となるイエローストーン国立公園を手本にロッキー山脈公園法が採択され、ロッキー山脈公園(現在のバンフ国立公園)が設立されました。 国立公園の提案は人気となり、内務省が検討するための数々の提案に繋がりました。例えば、カナダ太平洋鉄道（ヨーホー 〜氷河 〜バンフまでの拡張) やグランドトランク太平洋鉄道(ジャスパー）がありました。 1911年、ロッキー山脈公園法に代わって、自治森林保護区・公園法が制定され、カナダの国立公園を管理する世界初の国立公園局（自治公園支局）が設立されました。自治公園局の初代コミッショナーだったJB ハーキン氏を含むこれら早期の国立公園管理は、観光や保全のために土地を優先的に確保するだけでなく、新しく公園となった土地にて先住民の伝統的な使用を禁止する政策もとられていました。  しかし、1922 年にウッド バッファロー国立公園が、先住民の伝統的な活動を継続できるようにした最初の国立公園となりました。1972年、パークス・カナダは、先住民の土地の権利や伝統的な使用を継続するための合意が成立するまでは国立公園となるとした、同機関が管理する土地を「国立公園保護区」と定義しました。  
2019年現在、38箇所の国立公園、10箇所の国立公園保護区、そして国立都市公園の１箇所あり、総面積が328,198 km2とカナダ国内の総面積の約3.3％にあたります。カナダの10州と3準州には、少なくとも1箇所の国立公園があります。パークスカナダによると、2016年から2017年の全国立公園の訪問者数は、延べ15,449,249人で、一番訪問者数の多いバンフ国立公園は延べ400万人を超えている一方、トゥクトゥト・ノーゲイト国立公園は、たった2名の訪問者しかいませんでした。パークスカナダはさらに、3箇所ある国立海洋保護区（NMCA）、NMCA保護区の1箇所、およびカナダ唯一の国立（自然）地域も管理しています。 さらにカナダ国立公園法にて、国家的に重要な出来事や史跡、または対象物を記念したカナダ国定史跡の認定も認められており、国立公園と同等の保護と管理を行っています。まだ国営となっていない地域を国立公園とするために実現可能性調査が進行中です。 

## 国立公園と国立公園保護区
* ユネスコ 世界遺産
† ユネスコ 生物圏保護区
‡ ユネスコ 世界遺産および生物圏保護区の両方に指定
| 名称                                                                       | 場所                                   | 設立年                                  | 面積(2017年現在)                     | 説明 |
| -------------------------------------------------------------------------- | -------------------------------------- | --------------------------------------- | ------------------------------------ | --- |
| ミーリーマウンテン国立公園保護区(Akami-UapishkU-KakKasuak-Mealy Mountains) | ニューファンドランド・ラブラドール州   | 2015年                                  | 10,700 km2                           | 公園には、メルビル湖からサンドイッチ湾までのラブラドールの氷河に囲まれたミーリー山脈の一部が含まれており、ラブラドル海の海岸沿いの砂浜が含まれています。 |
| オーラビク国立公園 (Aulavik)                                               | ノースウエスト準州                     | 1992年                                  | 12,200 km2                           | バンクス島の北部に位置する、完全に樹木のない極地のオーラビク氷砂漠には、世界最大のジャコウウシと絶滅危惧種のペアリーカリブーが生息しています。 |
| オーユイタック国立公園 (Auyuittuq)                                         | ヌナブト準州                           | 2001年                                  | 19,089 km2                           | カナダで最大の公園のひとつで、ほぼ北極圏に位置するバフィン島のオーユイタックは、カナディアンシールドのいくつかの最高峰を特徴である、険しい北極の荒野を保護しています。 |
| バンフ国立公園 (Banff) *                                                   | アルバータ州                           | 1885年                                  | 6,641 km2                            | カナダ連邦政府によって設立された最初の公園であるバンフには、バレー・オブ・ザ・テン・ピークス、ワプタ氷原とワプティク氷原、いくつかのスキーリゾート、ルイーズ湖とバンフのコミュニティが含まれます。 バンフは、世界遺産であるカナディアン・ロッキー山脈自然公園群の一部であり、クートネー国立公園、ヨーホー国立公園、ジャスパー国立公園に隣接しています。 |
| ブルースペニンシュラ国立公園 (Bruce Peninsula) †                           | オンタリオ州                           | 1987年                                  | 125 km2                              | ブルース半島は、以前はオンタリオ州のキプロス湖州立公園に指定されていた土地でした。ナイアガラ・エスカープメントによるユニークな海岸線の形成を維持し、ユネスコ・ナイアガラエスカープメント生物圏保護区より広い部分が公園となっています。 カナダで最も長いハイキングトレイルの1つであるブルース・トレイルが公園を通っています。 地元で絶滅の危機に瀕しているマサソーガ・ガラガラヘビが公園内に生息しているほか、カナダ最南端のアメリカグマも生息しています。 |
| ケープ・ブレトン・ハイランド国立公園 (Cape Breton Highlands)               | ノバスコシア州                         | 1936年                                  | 948 km2                              | カナダ大西洋側で最も古いケープ・ブレトン・ハイランド国立公園は、アカディアおよび亜寒帯の森林環境の特徴があります。キャボット・トレイルの3分の1は、公園の中央部分を通っています。 ノバスコシア州のカナダオオヤマネコの個体数のほとんどはこの公園に生息しており、絶滅危惧種のタイセイヨウセミクジラは公園の海岸沖に生息しています。 先住の東部ヘラジカはほぼ絶滅の危機に瀕していたため、西部ヘラジカを1947年から1948年の間にアルバータ州のエルクアイランド国立公園からこの公園に移住させました。 パークスカナダは、ウナマキ自然資源研究所およびその他のパートナーとの4年間のプロジェクトを開始し、2014年にはこの公園内の亜寒帯森林地域が回復し始めました。 |
| エルク・アイランド国立公園 (Elk Island) †                                  | アルバータ州                           | 1913年                                  | 194 km2                              | エルクの野生生物保護区として設立されたこの公園は、バイソン保護区、ビーバー・ヒルズ・星空保護区、ビーバー・ヒルズ生物圏保護区の一部が含まれています。 1947年から1948年にかけて、エルク島から18頭のムース（オス9頭、メス9頭）がノバスコシア州のケープ・ブレトン・ハイランズ国立公園に移住しました。 |
| フォリヨン国立公園 (Forillon)                                              | ケベック州                             | 1970年 (連邦と州の同意)                 | 240 km2                              | ケベック州で最初の公園となったこの土地は、ミクマック族とイロコイ族の伝統的な狩猟・漁場として、また、豊富な木材の供給源として利用されていました。1970年に公園が設立される前に、225の家族からこの土地を公園に収用されたことが物議を醸しました。2011年、カナダ政府はこの家族たちに謝罪の意を表明しました。 |
| ファンディー国立公園 (Fundy) †                                             | ニューブランズウィック州               | 1948年                                  | 206 km2                              | 世界で最も高い潮位を持つファンディ湾は、干潮時には海底が露出し、満潮時には最大16メートル（52フィート）の海水に覆われます。この公園は、ユネスコのファンディ生物圏保護区の中核部分となっています。 |
| ジョージアン・ベイ・アイランズ国立公園 (Georgian Bay Islands) †            | オンタリオ州                           | 1930年                                  | 14 km2                               | ボーソレイユ島は、公園にある小さな島々の中で最も大きな島で、元々はフラワーポット島も含まれていました。これらの島々は、ユネスコのジョージアン湾沿岸生物圏保護区に入っています。 |
| グレーシャー国立公園 (Glacier)                                             | ブリティッシュコロンビア州             | 1886年                                  | 1,349 km2                            | コロンビア山脈の自然地域を代表するこの公園には、イルチレワート氷河、ロジャーズ峠、ナキム洞窟、サー・ドナルド山、ドーソン山などがあります。 |
| グラスランド国立公園 (Grasslands)                                          | サスカチュワン州                       | 1981年                                  | 730 km2 (提供は 905 km2)             | アメリカのモンタナ州との国境に位置するこの公園には、自然のままの高草と低草の混生が広がる大草原の生態系、およびトリケラトプスやティラノサウルスなどのフレンチマン累層とベアポー層の化石が発見されているバッドランドが含まれています。 |
| グロス・モーン国立公園 (Gros Morne) *                                      | ニューファンドランド・ラブラドール州   | 2005年(国立公園) 1973年(国立公園保護区) | 1,805 km2                            | 地質学のプレート理論の一例として、マントルと地殻が露出していることから世界遺産に登録されているほか、ウェスタン・ブルック池、ロブスター入江、ロングレンジ山脈にあるグロス・モーン山などが含まれています。 |
| ガルフ・アイランズ国立公園保護区 (Gulf Islands)                            | ブリティッシュコロンビア州             | 2003年                                  | 37 km2                               | ジョージア海峡の低地が代表的な公園で、6km2の海洋環境と15の島々が含まれています。 |
| グアイ・ハアナス国立公園保護区 (Gwaii Haanas) *                            | ブリティッシュコロンビア州             | 1988年                                  | 1,474 km2                            | ハイダグワイ諸島の南端に位置するこの公園は、カナダの最西端にあり、世界遺産のニンスティンツ島、ホッツスプリング島、モレスビー島の南端を含む138の島々が含まれています。 |
| アイブバビク国立公園 (Ivvavik)                                             | ユーコン準州                           | 1984年                                  | 9,750 km2                            | ヴントゥト国立公園とアメリカ北極圏国立野生生物保護区に隣接するこの公園には、最終氷期時に氷河に覆われなかった北極圏のツンドラがあり、その結果、カナダで最も古い川のファース川があります。アイブバビク公園は、先住民の土地要求の合意（イヌヴィアルイト最終合意）の結果として作られた最初の国立公園です。 |
| ジャスパー国立公園 (Jasper) *                                              | アルバータ州                           | 1907年                                  | 11,228 km2                           | 世界遺産「カナディアン・ロッキー山脈公園群」の一部で、バンフ国立公園やブリティッシュ・コロンビア州のマウント・ロブソン州立公園、ハンバー州立公園と隣接するこの公園には、ジャスパーの集落、コロンビア氷原、アサバスカ滝、サンワプタ滝、マリグネ湖と渓谷などがあり、バンフ国立公園との境界には北米で一番高い場所に水があるスノードームがあります。 |
| ケジクジク国立公園 (Kejimkujik) †                                          | ノバスコシア州                         | 1967年                                  | 404 km2                              | ケジクジク湖の周辺は、1967年に連邦政府が公園の目的で取得し、1985年には、22km2の海辺部分が追加されました。内陸部は、1995年にミークマウ族の文化的景観が認められて国定史跡に指定され、トビーアティック原生地域に隣接しています。公園は、南西部ノバ生物圏保護区の一部であり、星空保護区でもあります。 |
| クルーエイン国立公園保護区 (Kluane) *                                      | ユーコン準州                           | 1993年 (公園) 1972年 (保護区)           | 5,900 km2 (公園) 16,080 km2 (保護区) | 世界遺産の一部であり、アメリカのランゲル・セントイライアス国立公園とブリティッシュ・コロンビア州のタッシェンシニ アルセック州立公園に隣接するクルーエイン公園は、ローガン山をはじめとするカナダ最高峰の山々、および非極圏における世界最大の広さの氷原が含まれています。 |
| クーテネイ国立公園 (Kootenay) *                                            | ブリティッシュコロンビア州             | 1920年                                  | 1,406 km2                            | 世界遺産カナディアン・ロッキー山脈公園の一部であり、バンフ国立公園、ヨーホー国立公園、マウント・アシニボイン州立公園に隣接するこの公園は、ロッキー山脈の自然地域を代表する所であり、バージェス頁岩層の化石堆積物の露頭であるラジウム ホット スプリングスのプール、ヌマ滝、フロー湖などがあります。 |
| クーキボーウアック国立公園 (Kouchibouguac)                                 | ニューブランズウィック州               | 1969年                                  | 239 km2                              | クーキボーウアック川がノーサンバーランド海峡に入る南側の海岸で、プリンスエドワード島の北端の向かい側に位置するこの公園は、潮の干満がある川、海岸砂丘、塩分を含む湿地、沼、防波となる島などから、海岸のダイナミックさを見ることができます。 |
| モリシー国立公園 (La Mauricie)                                             | ケベック州                             | 1970年                                  | 536 km2                              | シャワニガンの北側、セントモーリス川、マタウィン川、マスティグーシュ野生保護区に囲まれた場所に位置するこの公園は、カヌーのキャンプ場があり、モリイシガメの生息地でもあります。 |
| ミンガン群島国立公園保護区 (Mingan Archipelago)                            | ケベック州                             | 1984年                                  | 151 km2                              | セントローレンス湾沿いに位置するこの公園は、石灰岩の露頭が見られる、ニシツノメドリの生息地であるミンガン群島が含まれています。 |
| マウントレベルストーク国立公園 (Mount Revelstoke)                          | ブリティッシュコロンビア州             | 1914年                                  | 262 km2                              | レベルストーク市からの散歩道でアクセスできるこの公園は、コロンビア山脈の自然地域を代表する公園です。 |
| ナーツインチョ国立公園保護区 (Nááts'ihch'oh)                               | ノースウエスト準州                     | 2014年                                  | 4,850 km2                            | ナハニ国立公園に隣接しているナーツインチョ公園は、保護区の範囲をサートゥ族の居住区まで拡大し、南ナハニ川流域からナーツインチョ山、ムース池までの土地を追加しています。 |
| ナハニ国立公園 (Nahanni) *                                                 | ノースウエスト準州                     | 1974年                                  | 30,000 km2                           | 南ナハニ川、バージニア滝、「登れない圏谷（Cirque of the Unclimbables）」という名の谷、鍾乳洞など、カナダで最初の自然世界遺産を含む公園です。 |
| パシフィック・リム国立公園保護区 (Pacific Rim)                             | ブリティッシュコロンビア州             | 1970年                                  | 510 km2                              | 太平洋岸山脈の自然地域の沿岸平野部を代表する公園で、ロングビーチ、ブロークン・グループ諸島、そしてウェスト・コースト・トレイルの3ヶ所に分かれています。 |
| ポイント・ピーリー国立公園 (Point Pelee)                                   | オンタリオ州                           | 1918年                                  | 15 km2                               | カナダ本土の最南端、エリー湖のミドル島を含むポイント・ピーリーは、自然保護のために設立された最初の国立公園です。この湿地帯の環境は、渡り鳥やオオカバマダラ蝶が立ち寄る場所として知られており、1987年、ラムサール条約の国際的重要な湿地に指定されています。 |
| プリンス・アルバート国立公園 (Prince Albert)                               | サスカチュワン州                       | 1927年                                  | 3,875 km2                            | ワスケスー湖の東端にある小さな集落を含むこの公園は、ヘイゲンバイソンが生息しており、ウシノケグサが広がる草原、亜寒帯森林、アジャワーン湖、ラヴァリー湖などがあり、レクリエーションを重点に置いた公園として設立されました。 |
| プリンス・エドワード・アイランド国立公園 (Prince Edward Island)            | プリンスエドワードアイランド州         | 1937年                                  | 27 km2                               | 島の北岸にある繊細な砂浜と砂丘は、絶滅危惧種のコチドリの営巣地となっており、重要鳥類地域に指定されています。1998年に追加された拡張範囲は、放物線状の砂丘、および約1万年前のパレオ・インディアンの居住を示す考古学的証拠のある地域を保護しました。また、人気小説「赤毛のアン」の舞台となったグリーンゲイブルズもこの公園に含まれています。 |
| プカスクワ国立公園 (Pukaskwa)                                              | オンタリオ州                           | 1971年                                  | 1,878 km2                            | ボヤージャー・ハイキングトレイル、および五大湖で最も長く未開発の海岸線のあるプカスクワ公園は、その際立った起伏のある地形のおかげで、伐採や鉱業がほとんど行われなかった亜寒帯森林を保護しています。公園内には、プカスクワ・ピットという自然現象でできる「くぼみ」が密集しているところがあります。 |
| コースイタック国立公園 (Qausuittuq)                                        | ヌナブト準州                           | 2015年                                  | 11,008 km2                           | ポーラベア・パス国立野生生物保護区に隣接しているバサースト島にあるこの公園は、ピアリーカリブーとジャコウウシの生息地を保護しています。 |
| クッティニルパーク国立公園 (Quttinirpaaq)                                  | ヌナブト準州                           | 1988年                                  | 37,775 km2                           | カナダの北端にあるエルズミア島、北極圏の氷砂漠にあるこの公園には、タンカリー・フィヨルド、バーボー山、ヘイゼン湖、北極圏の基地として使用している建物フォート・コンジャーなどがあります。 |
| ライディング・マウンテン国立公園 (Riding Mountain) †                       | マニトバ州                             | 1933年                                  | 2,968 km2                            | ライディング・マウンテン生物圏保護区の一部であるこの公園は、広いプレーリー草原の風景の中に亜寒帯森林とポプラ森林の両方があり、甌穴の湖や沼地が点在しています。 公園はアウトドアのレクリエーションに焦点を当てており、ワサガミングのコミュニティ、イーストゲート国定史跡、およびホワイトウォーター元捕虜収容所が含まれています。 |
| ルージュ国立都市公園 (Rouge)                                               | オンタリオ州                           | 2015年                                  | 79.1 km2                             | ルージュ川の河口からスカボローとマーカムの東端までのGTA（グレーター・トロント・エリア）に位置するこの公園には、ブランディングガメが生息する水辺や湿地に回廊があり、ビードヒル国定史跡もあります。 |
| セイブル・アイランド国立公園保護区 (Sable Island)                          | ノバスコシア州                         | 2013年                                  | 30 km2                               | ノバスコシア州の沖、大陸棚の端に位置する砂州のセーブル島には、野生の馬がいて、ハイイロアザラシやビーチグラスの生息地となっています。 |
| シミリク国立公園 (Sirmilik)                                                | ヌナブト準州                           | 2001年                                  | 22,200 km2                           | ヌナブト州の東端にあるシミリク公園には、バイロット島のバイアム・マーティン山脈、バフィン島のボーデン半島、およびオリバー・サウンドが含まれています。 |
| テラ・ノバ国立公園 (Terra Nova)                                            | ニューファンドランド・ラブラドール州   | 1957年                                  | 399 km2                              | 最東端の国立公園であるテラ・ノバは、ニューファンドランドの東海岸にあるトランス・カナダ・ハイウェイ沿いにあります。この公園は、ニューファンドランドの地形の特徴である、起伏の少ない丸みを帯びた丘の風景、フィヨルド、サウンド、小湾、入り江、海の天然橋、洞窟など岩の多い海岸線に特徴があり、そしてニューファンドランド・マツテンの生息地でもあります。 |
| テイディーン・ネイネイ国立公園保護区 (Thaidene Nëné)                       | ノースウエスト準州                     | 2019年                                  | 14,305 km2                           | カナダ英語で「Land of the Ancestors（祖先の地）」と訳されるテイディーン・ネイネイは、亜寒帯森林とツンドラの境界に位置する650万エーカー（26,376km2）に及ぶ保護区です。北米で最も深い淡水源であるグレートスレーブ湖のイーストアームを含んでおり、アカギツネ、アメリカグマ、オオカミの群れ、ハイイログマ、オオヤマネコ、クズリ、テン、ホッキョクギツネ、ヘラジカ、ビーバー、ジャコウウシ、また、バレンジーカリブーの群れにとっても重要な冬の気候の生息地となっています。 |
| サウザンド・アイランズ国立公園 (Thousand Islands) †                        | オンタリオ州                           | 1904年                                  | 24 km2                               | ミシシッピ川の東側にある最古の国立公園で、フロンテナックアーチ生物圏保護区を含め、セントローレンス川にある26の島、80の小島や砂州の全体または一部、それに、キングストンの東側にあるリーズやグレンビルの陸側と点在しています。 |
| トーンガット・マウンテンズ国立公園 (Torngat Mountains)                     | ニューファンドランド・ラブラドール州   | 2008年                                  | 9,700 km2                            | ラブラドールの最北端、ケベック州立のクーリュジュアック公園に隣接し、イヌイットの土地請求協定の一環として設立されたこの公園には、トーンガット山脈、ラブラドール海の海岸線、さらに、先住ドーセット、ドーセット、トゥーレ時代の考古学的な遺跡が含まれています。 |
| トゥクトゥト・ノーゲイト国立公園 (Tuktut Nogait)                           | ノースウエスト準州                     | 1998年                                  | 18,181 km2                           | イヌヴィアルイト居住地域内にあるこの公園は、ブルーノーズ・ウェスト・カリブーの群れ、およびイヌヴィアルイトの人々の狩猟権を保護するために作られました。2005年に拡張され、サートゥ居住地域の一部も追加されました。 |
| ウックシクサリク国立公園 (Ukkusiksalik)                                    | ヌナブト準州                           | 2003年                                  | 20,880 km2                           | イヌイット語で、「ソープストーン」という意味の名前であるこの公園は、ホッキョクグマの繁殖地のウェイガー湾を囲んでおり、ドーセット人、トゥーレ人、アイヴィリングミウト人の先住民の文化的遺跡が含まれています。 |
| ヴントゥト国立公園 (Vuntut)                                                | ユーコン準州                           | 1993年                                  | 4,345 km2                            | アイブバビク国立公園とアメリカ北極圏国立野生生物保護区に隣接するこの公園は、最終氷期の間、氷河に覆われなかったため、更新世の化石が見つかっています。道路が通っていない人里離れた場所にあるこの公園は、カナダとの最終合意の一環として、ヴントゥト・グウィッチン先住民族と共同で設立し、運営もされています。 |
| ワパスク国立公園 (Wapusk)                                                  | マニトバ州                             | 1996年                                  | 11,475 km2                           | ワパスクは、チャーチル野生生物管理地域の一部が含まれており、ホッキョクグマが繁殖するための巣穴となる土地の保護に貢献しています。 |
| ウォータートン・レイクス国立公園 (Waterton Lakes) ‡                        | アルバータ州                           | 1895年                                  | 505 km2                              | ウォータートン・グレイシャー国際平和公園は、アメリカのモンタナ州にあるグレイシャー国立公園と合わせて、世界遺産に登録されている世界最古の国境を越えた保護地域です。歴史的なプリンス・オブ・ウェールズ・ホテルがあるウォータートン湖を中心としたこの公園は、有名なクリプト・レイクのトレイルコースなどハイキングが人気です。 |
| ウッド・バッファロー国立公園 (Wood Buffalo) *                              | アルバータ州、およびノースウエスト準州 | 1922年                                  | 44,972 km2                           | カナダ最大であるこの公園は、アメリカバイソンの生息地、アメリカシロヅルの繁殖地であり、ピース・アサバスカ・デルタの大部分を保護しています。 また、世界遺産であり、世界最大の星空保護区でもあります。 |
| ヨーホー国立公園 (Yoho) *                                                  | ブリティッシュコロンビア州             | 1886年                                  | 1,313 km2                            | 世界遺産であるカナディアン・ロッキー山脈公園の一部であり、バンフ国立公園、およびクートニー国立公園に隣接するヨーホーには、フィールドというコミュニティ、バージェス頁岩の化石堆積物地層や、エメラルド湖、タカカウ滝、キッキングホース川などがあります。 |

### 州・準州別
| 州/準州                                  | 数 | 公園 |
| ---------------------------------------- | -- | --- |
| ブリティッシュコロンビア州               | 7  | グレーシア、ガルフアイランド、グアイ・ハアナス、クートニー、マウントレベルストーク、パシフィック・リム、ヨーホー         |
| ノースウエスト準州                       | 6  | オーラビク 、 ナーツインチョ 、 ナハニ 、 テイディーン・ネイネイ、 トゥクトゥト・ノーゲイト、ウッド・バッファロー        |
| オンタリオ州                             | 6  | ブルース・ペニンシュラ、ジョージアン・ベイ・アイランズ、ポイント・ピーリー、プカスクワ、ルージュ、サウザンド・アイランズ |
| アルバータ州                             | 5  | バンフ、エルク・アイランド、ジャスパー、ウォータートン・レイクス、ウッド・バッファロー                                   |
| ヌナブト準州                             | 5  | オーユイタック 、 コースイタック 、 クッティニルパーク 、 シミリク 、 ウックシクサリク                                   |
| ニューファンドランドおよびラブラドール州 | 4  | ミーリーマウンテン 、 グロス・モーン 、 テラ・ノバ 、 トーンガット・マウンテンズ                                         |
| ノバスコシア州                           | 3  | ケープ・ブレトン・ハイランド、ケジクジク、セイブル・アイランド                                                           |
| ケベック州                               | 3  | フォリヨン、モリシー、ミンガン群島                                                                                       |
| ユーコン準州                             | 3  | アイブバビク 、 クルーエイン 、 ヴントゥト                                                                               |
| マニトバ州                               | 2  | ライディング・マウンテン、ワパスク                                                                                       |
| ニューブランズウィック州                 | 2  | ファンディー、クーキボーウアック                                                                                         |
| サスカチュワン州                         | 2  | グラスランド、プリンス・アルバート                                                                                       |
| プリンスエドワードアイランド州           | 1  | プリンス・エドワード・アイランド                                                                                         |

### 提案されている国立公園保護区
以下は、パークスカナダが国立公園として可能と評価している地域です。それらは譲渡から留保されているか、連邦-州・準州で協定を結んでいる可能性がありますが、公園としての法律によって正式に確定されていません。
| 名前         | 位置                           | 領域        | 自然地域       |
| ------------ | ------------------------------ | ----------- | -------------- |
| マニトバ低地 | マニトバ州                     | 約5,000 km2 | 低地           |
| ホッグ島     | プリンスエドワードアイランド州 | 未定        | 海上平野       |
| 南オカナガン | ブリティッシュコロンビア州     | 約284 km2   | 内陸の乾燥地帯 |

現在の公園、または提案されている公園のいずれにも代表されていない6つの自然地域があります。 パークスカナダは、すべての自然地域の代表的な地域を保護するという長期的な目標を持っているため、将来、これらの地域に公園が設立される可能性があります。 その地域は以下とおりです。
- ニューファンドランド・ラブラドール州とケベック州の「北方湖高原」地域
- ニューファンドランド・ラブラドール州とケベック州の「ローレンシャン北方高地」地域
- ブリティッシュコロンビア州とユーコン州の「北部内陸高原と山」地域
- ヌナブト準州の「サウサンプトン平原」地域
- ケベック州とヌナブト準州の「アンガバ・ツンドラ高原」地域
- ニューファンドランド・ラブラドール州、ヌナブト準州、ケベック州の「ホエール川」地域

### 廃止された国立公園
| 名前                             | 位置             | 設立年 | 廃止年        |
| -------------------------------- | ---------------- | ------ | ------------- |
| ブレルトンレイクドミニオンパーク | マニトバ州       | 1922年 | 1930年        |
| バッファロー国立公園             | アルバータ州     | 1098年 | 1947年7月17日 |
| メニサウォック国立公園           | サスカチュワン州 | 1922年 | 1930年5月30日 |
| ネミスカム国立公園               | アルバータ州     | 1914年 | 1947年7月17日 |
| ヴィダルポイントドミニオンパーク | サスカチュワン州 | 1921年 | 1930年5月30日 |
| ワワスケシー国立公園             | アルバータ州     | 1922年 | 1938年6月24日 |

## 国立海洋保護区
国立海洋保護区（NMCAs）は、カナダにある29の海洋地域を代表する海洋生態系を保護することを目的として2002年に設立されたプログラムです。 それらは持続可能な使用のために設計されていますが、通常は生態学的な完全性を保護するように設計された領域も含まれています。国立海洋保護区保護区は、先住民の土地と水利権の解決を待つ間、NMCAシステムに追加することが提案されている保護地域です。暫定的に、それらは公園の規則の下で管理されます。 
2020年現在、設立されたNMCAとNMCA保護区は、特定された29の海洋地域のうち5つの地域を代表する14,846km2の水域、湿地帯、海岸線を保護しており、さらに3つの地域で保護区の検討が行われています。　

† ユネスコ 生物圏保護区
| 名称                     | 州・準州                   | 設立年 | 面積(2017年) | 説明 |
| ------------------------ | -------------------------- | ------ | ------------ | --- |
| ファーソム・ファイブ †   | オンタリオ州               | 1987年 | 114km2       | ブルース国立公園の海洋部門であるファーソム・ファイブは、シェークスピアの「テンペスト」の一節にちなんで名付けられました。国立公園システムで最初の海洋ユニットは、ユニークな水生環境と、フラワーポット島を含むいくつかの小島を保護しています。また、ジョージアン湾の浅瀬は、非常に澄んだ水で、しかも難破船が多数あるため、スキューバ・ダイバーにも人気のスポットとなっています。 |
| グアイ·ハアナス (保護区) | ブリティッシュコロンビア州 | 2010年 | 1,500km2     | グワイ・ハナアスは、同名の国立公園保護区とともに、ヘカテ海峡からクイーン・シャーロットの入江の海底、ハイダグワイの山々に至る地域を保護しています。この海洋保護区では、ハイダ族の伝統的な水域の利用を守りつつ、この地域の石油開発や商業漁業から保護しています。 |
| スペリオル湖             | オンタリオ州               | 2015年 | 10,880km2    | スペリオル湖国立海洋保護区は、米国のアイルロイヤル国立公園や複数のオンタリオ州立公園に隣接しており、世界最大の淡水保護区の一部となっています。 |
| サグネ・セントローレンス | ケベック州                 | 1998年 | 1,245km2     | サグネ川とセントローレンス川の合流点にあり、ケベック州のサグネフィヨルド国立公園に隣接するサグネ・セントローレンスは、絶滅危惧種であるセントローレンス・シロイルカなどの海洋哺乳類の共通の餌場であるセントローレンス河口の一部を保護しています。 |

### 提案されている国立海洋保護地域
| 地域                          | 位置                       | 領域        |
| ----------------------------- | -------------------------- | ----------- |
| マグダレン諸島                | ケベック州                 | 16,500 km2  |
| ジョージア海峡南部 （保護区） | ブリティッシュコロンビア州 | 1,400 km2   |
| タルルグティプ・イマンガ      | ヌナブト準州               | 109,000 km2 |

## 国定（自然）地域
国定（自然）地域は、1978年に設立されたプログラムで、この国で注目すべき、格別な、ユニーク、または希少であると見なされる特定の自然特徴を保護することを目的としています。通常、これらの自然の特徴は、独立した存在であり、科学的に興味深いものであります。
| 名称   | 州・準州           | 設立年 | 面積(2017年) | 説明 |
| ------ | ------------------ | ------ | ------------ | --- |
| ピンゴ | ノースウエスト準州 | 1984年 | 16 km2       | 北極海の沿岸に位置するカナダ唯一の国定自然地域で、カナダ最大のイビヨック・ピンゴを含む8つの「ピンゴ」と呼ばれる氷によって円すいに隆起した塚と、永久凍土の環境特有の陸や氷層が保護されています。 |

## 国立公園に分類される州立公園
州立公園は、州政府によって管理および資金提供されています。ただし、一部の州立公園は、IUCNの保護地域管理カテゴリの下で国立公園（カテゴリ2）に分類されています。
ケベック州立ガティノー公園は、連邦政府の管轄下にあるもう1つの公園です。ただし、パークスカナダではなく、国立資本委員会によって管理されており、国立公園システムの一部とは見なされていません。

## 参照
- Canadaポータル（英語）
- Wildlife of Canada（英語）
- List of Canadian protected areas（英語）
- List of UNESCO Biosphere Reserves in Canada（英語）
- カナダ国定史跡
- カナダの世界遺産